# Tyler Laser
Tyler Amos Laser (ur. 2 maja 1988 w Hillsdale) – amerykański koszykarz, występujący na pozycji rozgrywającego, aktualnie zawodnik rumuńskiego CSU Atlassib Sibiu.
29 grudnia 2016 został zawodnikiem Trefla Sopot. 9 lipca 2017 podpisał umowę z rumuńskim CSU Atlassib Sibiu.

## Osiągnięcia
Stan na 30 grudnia 2016, na podstawie, o ile nie zaznaczono inaczej.
NCAA
- Zaliczony do I składu All-OVC (2010)